# 吉達善
吉达善（1791年—？年），后更名吉珩，字子兼，號茶農，鄂卓氏，满洲镶蓝旗人。清朝政治人物，进士出身。

## 生平
嘉慶己卯科舉人，道光壬午恩科進士。先后任四川知县，兵部筆帖式，兵部候选主事，直隶保定府知府等职。

## 家庭
- 始祖滿都。“滿都，鑲藍旗人，阿爾吉穆同族，世居葉赫地方，國初来歸，原任城門尉。其子郭祿原任郎中，滿顔原任䕶軍校。……元孫德爾敏現任都察院副都御史，德安現任員外郎，德亮原任八品官，德昌現任筆帖式”（载《八旗滿洲氏族通譜》卷46）。
- 太高祖郭禮。
- 高祖雅圖。
- 曾祖雅岱。
- 祖父四川保寧府知府德昌（滿都之元孙）。祖母赫舍里氏（胞兄镶蓝旗满洲福盛額，即道光十八年戊戌科进士如山之曾祖）。
- 父永州府通判福舒。母富察氏（胞兄镶蓝旗满洲、河南開封知府昌宜泰；昌宜泰曾孙女嫁正白旗满洲图们氏延昌；昌宜泰妻和媳皆是胡鲁古斯氏，大学士柏葰母家和堂弟松福家，该胡鲁古斯氏后人广东通判熙春娶延昌的胞姑图们氏。昌宜泰的胞侄湖北荊州府知府明善，咸豐二年阵亡于武昌）。
- 胞叔長沙府知府、湖南督糧道福順（字介菴）。子道光乙未恩科舉人吉廉，道光癸未科進士恭慤公吉明。
- 胞弟道光壬午恩科同榜進士吉年。
- 子浙江绍兴府知府海霈。妻瓜爾佳氏（胞兄鑲紅旗滿洲、同治丁卯舉人、江蘇揚州府知府嵩㟊，祖父口北兵備道福全，曾祖乾隆乙丑翻譯進士伊蘭泰 (繙譯進士)）；費莫氏（父正蓝旗满洲、武英殿大學士文達公文煜，胞叔道光癸未科進士文懿）。
- 孙女鄂卓氏，嫁镶白旗蒙古科举人、江苏东台县知县巴哩克氏彭年（父同治十三年（1874年）甲戌科进士延清）。